# 94
| 94                 |
| ------------------ |
| Dødsfald - Fødsler |
|                    |

| Gregoriansk kalender | 94 XCIV                 |
| Ab urbe condita      | 847                     |
| Armensk kalender     | I/T                     |
| Kinesiske kalender   | 2790 – 2791 癸巳 – 甲午 |
| Etiopisk kalender    | 86 – 87                 |
| Jødisk kalender      | 3854 – 3855             |
| Hindukalendere       |                         |
| - Vikram Samvat      | 149 – 150               |
| - Shaka Samvat       | 16 – 17                 |
| - Kali Yuga          | 3195 – 3196             |
| Iransk kalender      | 528 BP – 527 BP         |
| Islamisk kalender    | 545 BH – 543 BH         |

Se også 94 (tal)

## Sport
| År | Spire Denne artikel om et år, årti, århundrede eller årtusinde er en spire som bør udbygges. Du er velkommen til at hjælpe Wikipedia ved at udvide den. |